# Renale Anämie
Eine renale Anämie bezeichnet eine Anämie aufgrund einer akuten oder chronischen Nierenerkrankung. Durch den Funktionsverlust der Niere entsteht ein Erythropoetinmangel, wodurch zu wenig rote Blutkörperchen (Erythrozyten) gebildet werden. Nahezu alle Patienten mit chronischer Nierenerkrankung und Anstieg des Serumkreatinins auf mehr als 3–4 mg/dl entwickeln eine renale Anämie.

## Entstehung
Erythropoetin regt die Vorläuferzellen der Erythrozyten im Knochenmark zur Proliferation und Differenzierung an. Es entsteht zu 90 Prozent in der Niere und zusätzlich auch in Leber, Gehirn, Gebärmutter, Hoden und Milz. Ist die Niere erkrankt, bildet sie nicht mehr genügend Erythropoetin. Dadurch findet die Bildung der roten Blutkörperchen (Erythropoese) nur eingeschränkt statt. Hinzu kommt, dass bei einer Nierenerkrankung mit erhöhtem Harnstoffgehalt im Blut die Erythrozytenüberlebenszeit vermindert ist. Außerdem tragen Blutungen durch Schleimhautschädigungen oder häufige diagnostische Blutentnahmen und die Dialysebehandlung zu einer Entstehung der renalen Anämie bei. Die renale Anämie ist daher eine Mischform der Anämie, d. h. verschiedene Ursachen sind an ihrer Entstehung beteiligt. Mischformen sind häufig und treten vor allem bei sekundären Anämien infolge chronischer Erkrankungen auf.

## Symptome
Das Ausmaß einer renalen Anämie ist umso größer, je schwerer die zu Grunde liegende Nierenerkrankung ist. Bei Diabetikern tritt die Anämie oft früh und schwer ausgeprägt auf. Folgen der renalen Anämie sind vor allem eine reduzierte körperliche Leistungsfähigkeit, reduzierte geistige Aktivität und häufigere Krankenhausaufenthalte. Allgemeine Symptome bei Blutarmut können Müdigkeit, eine blasse Haut, Atemnot sowie ein erhöhter Puls sein. Auch Schwindel und Konzentrationsschwäche treten auf. Symptome einer renalen Anämie sind darüber hinaus Bluthochdruck, Magen-Darm-Beschwerden oder Knochenschmerzen. Auch Juckreiz, Zyklusstörungen oder Impotenz können als Symptome einer Nierenerkrankung auftreten. Die Lebensqualität der Betroffenen ist insgesamt deutlich vermindert.

## Diagnostik
Zeigt die Hämoglobinkonzentration eine Anämie an, weisen Laborwerte wie etwa das mittlere Zellvolumen (MCV) oder die Retikulozytenzahl (Vorstufen der Erythrozyten) auf ihre Ursache hin. Haben die Blutzellen ein normales Zellvolumen, ist die Anämie meist sekundär, also durch eine chronische Erkrankung bedingt. Liegen zu wenig Retikulozyten vor, ist die Erythrozytenproduktion (Erythropoese) beeinträchtigt. In unklaren Fällen bietet die Knochenmarkuntersuchung zusätzliche Informationen.

## Therapie
Ziel einer Erythropoetin-Therapie ist das Einpendeln des Hb-Wertes bei 11 bis 12 g/dl. Der oberste Hb-Zielwert sollte 13 g/dl „nicht vorsätzlich überschreiten“. Erythropoetin verringert den Bedarf an Bluttransfusionen. Dialysepflichtige Patienten profitieren von einer Erythropoetin-Therapie ebenso wie chronisch niereninsuffiziente Patienten, die noch nicht dialysiert werden. Die frühzeitige Therapie der Anämie bei nicht-dialysepflichtigen Patienten mit chronischer Nierenerkrankung senkt das Risiko von Herz-Kreislauf-Erkrankungen, Krankenhausaufenthalten sowie die Höhe der Behandlungskosten.